# Skandal (album)
Skandal – album wydany przez polską grupę hip-hopową Mistic Molesta (Molesta Ewenement) w 1998 roku. Produkcją płyty zajął się DJ 600V, bardziej znany wówczas pod pseudonimem „V.O.L.T.”, a także sam zespół. 15 stycznia 2003 roku album uzyskał status złotej płyty w Polsce.
Pochodzący z albumu utwór pt. „Się żyje” znalazł się na liście „120 najważniejszych polskich utworów hip-hopowych” według serwisu T-Mobile Music.

## Lista utworów
Opracowano na podstawie materiału źródłowego.
1. „Intro” (miksowanie: V.O.L.T., mastering: Grzegorz Piwkowski) – 1:08
2. „Klima” (produkcja: V.O.L.T., Molesta, miksowanie: V.O.L.T., gościnnie: Kaczy i Chada, mastering: Grzegorz Piwkowski) – 3:59
3. „Kontroluj się” (produkcja, miksowanie: V.O.L.T., mastering: Grzegorz Piwkowski) – 4:31
4. „Armagedon” (produkcja, miksowanie: V.O.L.T., scratche: Vienio, mastering: Grzegorz Piwkowski) – 3:01[A]
5. „28.09.97” (produkcja, miksowanie: V.O.L.T., gościnnie: Wilku, mastering: Grzegorz Piwkowski) – 2:36
6. „Wolę się nastukać” (produkcja: V.O.L.T., Mole, miksowanie: V.O.L.T., gościnnie: Warszafski Deszcz, mastering: Grzegorz Piwkowski) – 6:02[B]
7. „Wiedziałem, że tak będzie” (produkcja, scratche, miksowanie: V.O.L.T., mastering: Grzegorz Piwkowski) – 5:41[C]
8. „Xeroboj” (produkcja: V.O.L.T., Molesta, miksowanie: V.O.L.T., mastering: Grzegorz Piwkowski) – 3:01
9. „Szacunek” (produkcja: V.O.L.T., Molesta, miksowanie: V.O.L.T., gościnnie: Chada, mastering: Grzegorz Piwkowski) – 4:22[D]
10. „Sie żyje” (produkcja: V.O.L.T., Molesta, miksowanie: V.O.L.T., gościnnie: Pelson, Wilku, mastering: Grzegorz Piwkowski) – 5:02[E]
11. „P.K.U. (Patrz komu ufasz)” (produkcja: V.O.L.T., Molesta, miksowanie: V.O.L.T., mastering: Grzegorz Piwkowski) – 3:26[F]
12. „Upadek” (produkcja, miksowanie: V.O.L.T., mastering: Grzegorz Piwkowski) – 4:03[G]
13. „Jeszcze jedno” (produkcja: V.O.L.T., Włodi, miksowanie: V.O.L.T., gościnnie: Pelson, mastering: Grzegorz Piwkowski) – 4:20
14. „Osiedlowe akcje” (produkcja, miksowanie: V.O.L.T., mastering: Grzegorz Piwkowski) – 4:16[H]
15. „Sztuki” (produkcja, scratche, miksowanie: V.O.L.T., mastering: Grzegorz Piwkowski) – 4:10
16. „Wiedziałem, że tak będzie (club mix)” (produkcja, scratche, miksowanie: V.O.L.T., mastering: Grzegorz Piwkowski) – 5:55[I]
17. „Outro” (miksowanie: V.O.L.T., mastering: Grzegorz Piwkowski) – 0:50

Notatki
- A^ W utworze wykorzystano sample z piosenki „Cantabile in h-moll” w wykonaniu Krzesimira Dębskiego & String Connection[7].
- B^ W utworze wykorzystano sample z piosenki „Supergiù Superman” w wykonaniu Faridy[7].
- C^ W utworze wykorzystano sample z piosenek „When a Man Loves a Woman” w wykonaniu Wesa Montgomerego i „Risin' to the Top” Keni Burke[7].
- D^ W utworze wykorzystano sample z piosenki „Temat przewodni” w wykonaniu Jerzego Matuszkiewicza[7].
- E^ W utworze wykorzystano sample z piosenki „Workoholic” w wykonaniu Krzesimira Dębskiego & String Connection[7].
- F^ W utworze wykorzystano sample z piosenki „Private Investigations” w wykonaniu Dire Straits[7].
- G^ W utworze wykorzystano sample z piosenki „Airport '75” w wykonaniu Geoffa Love[7].
- H^ W utworze wykorzystano sample z piosenki „Eddie You Should Know Better” w wykonaniu Curtisa Mayfielda[7].
- I^ W utworze wykorzystano sample z piosenki „Risin' to the Top” w wykonaniu Keni Burke[7].

## Wydania
| Rok  | Nr katalogowy    | Format      | Wydawca                           | Region | Źródło |
| ---- | ---------------- | ----------- | --------------------------------- | ------ | ------ |
| 1998 | 7243 4 93910 2 4 | CD, Album   | B.E.A.T. Records, Pomaton EMI     | Polska | [ 6 ]  |
| 1998 | 7243 4 93910 4 8 | Cass, Album | B.E.A.T. Records, Pomaton EMI     | Polska | [ 6 ]  |
| 2010 | POV06            | 2xLP, Album | EMI Music Poland, PolishVinyl.com | Polska | [ 8 ]  |